# Fataal (boek)
Fataal (oorspronkelijke Engelse titel: Fatal Cure) is een boek geschreven door de Amerikaanse schrijver Robin Cook.

## Verhaal
Het verhaal begint wanneer Angela en David Wilson als dokter aan de slag kunnen in een ziekenhuis in Vermont. Het lijkt wel een droom want voor hun dochtertje Nikki, die aan een ernstige luchtwegaandoening lijdt, is er genoeg frisse lucht. Maar dan sterven op raadselachtige wijze een kind en enkele volwassen die dezelfde ziekte hadden als Nikki. Angela en David raken in paniek.